# Chitala blanci
Chitala blanci е вид лъчеперка от семейство Notopteridae. Видът е почти застрашен от изчезване.

## Разпространение
Разпространен е във Виетнам, Камбоджа, Лаос и Тайланд.